# Rally de Avilés de 1999
El Rally de Avilés de 1999, oficialmente 23.º Rally de Avilés, fue la vigésimo tercera edición y la séptima cita de la temporada 1999 del Campeonato de España de Rally. Se celebró del 2 al 4 de julio y contó con un itinerario de 171 km cronometrados.

## Clasificación final
| Pos. | Piloto                | Copiloto              | Automóvil                   | Tiempo    | Diferencia |
| ---- | --------------------- | --------------------- | --------------------------- | --------- | ---------- |
| 1.   | Luis Monzón           | José Carlos Déniz     | Peugeot 306 Maxi            | 2:03:23.0 | 0.0        |
| 2.   | Manuel Muniente       | Diego Vallejo         | Peugeot 306 Maxi            | 2:03:36.0 | +0:13.0    |
| 3.   | Sergio Vallejo        | Mario González Tomé   | Citroën Saxo Kit Car        | 2:05:35.0 | +2:12.0    |
| 4.   | Miguel Martínez-Conde | Felipe Alonso         | Mitsubishi Carisma GT Evo V | 2:08:21.0 | +4:58.0    |
| 5.   | Jordi Grinyó          | María Victoria Ocariz | Peugeot 106 Maxi            | 2:10:29.0 | +7:06.0    |
| 6.   | Daniel Alonso         | Salvador Belzunces    | Ford Puma Kit Car           | 2:11:29.0 | +8:06.0    |
| 7.   | Miguel Ángel Fuster   | José Vicente Medina   | Citroën Saxo VTS            | 2:13:55.0 | +10:32.0   |
| 8.   | Ángel Doménech        | Miguel Gómez          | Citroën Saxo VTS            | 2:15:11.0 | +11:48.0   |
| 9.   | Javier Piñeiro        | Roberto Mosquera      | Citroën Saxo VTS            | 2:15:48.0 | +12:25.0   |
| 10.  | Simón Otamendi        | Ángel González        | Citroën Saxo VTS            | 2:16:35.0 | +13:12.0   |